# Nicky Byrne
Nicholas Bernard James Adam Byrne (Dublín, Irlanda, 9 d'octubre de 1978) és un cantautor irlandès, presentador de ràdio i TV, exjugador de futbol i, sobretot, conegut per haver estat membre de la boysband Westlife. Byrne és casat des del 2003 amb Georgina Ahern, filla més gran del primer ministre irlandès Birtie Ahern. És, endemés, cunyat de la romancista Cecelia Ahern. L'any 2016 participà en el Festival d'Eurovisió representant el seu país amb la cançó "Sunlight".

## Biografia
Nicky naix el 9 d'octubre del 1978, germà mitjà d'una família nombrosa. A partir dels 7 anys comença a jugar al Home Farm Football Club a Dublín. Allí aconsegueix vèncer duranta l'adolescència el "Young European Keeper of The Year". Fou en aquesta etapa de la seua vida on conegué la Gerogina Ahem a l'escola. Als 15 anys és contractat pel Leeds United com a porter. Degut a la seva alçada no va poder continuar amb el Leeds, fet que l'obligà a reprendre els Leaving Certificate (CCSEs). Tanmateix, és en aquesta etapa en què crea la seva pròpia empresa "Father and Son", una empresa de karaoke. Es va donar a conèixer cantant per diferents pubs cançons de Boyzone fins que se li va presentar l'oportunitat del càsting mitjançant el qual en sortiria la boysband Westlife. Triat, l'ascens és a partir de llavors frenètic.

### Membre de Westlife
En tant que membre de Westlife el grup va aconseguir ser èxit a Irlanda amb més de 44 milions d'àlbums i singles venuts. Ha estat l'únic grup de la història britànica i irlandesa en tenir els seus primers senzills en el número u de les llistes dels àlbums més venuts. Al món, el grup ha estat èxit irrefutable a Alemanya, Suècia, Austràlia, Noruega, Mèxic, Japó, Espanya, Estats Units, França,... Les seves cançons es van col·locar al capdamunt de la Billboard Hot 100.

### Televisió i ràdio
Després que se separés el grup, Byrne es va dedicar a la presentació de programes de televisió i de ràdio. Recentment, ha representat Irlanda al Festival d'Eurovisió del 2016.